# Cruz Vermelha Macau

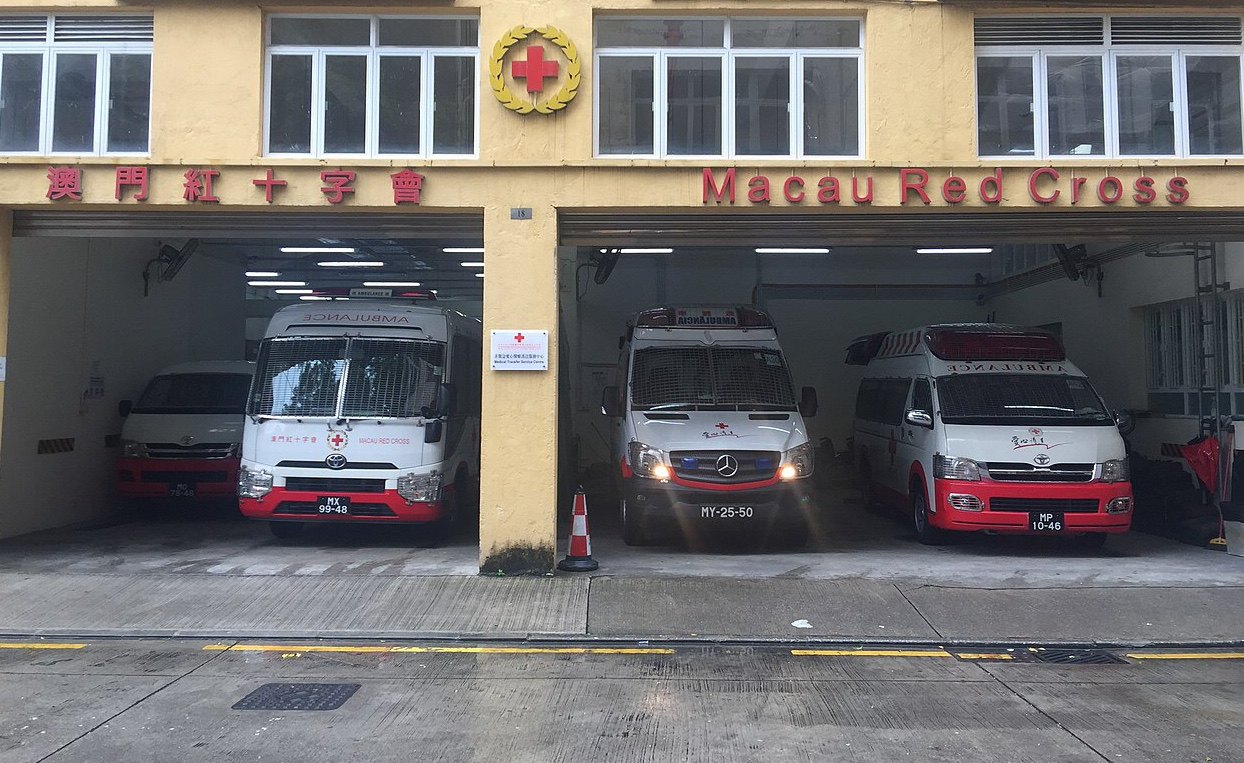

A Sociedade Macau da Cruz Vermelha (SMCV), depois Cruz Vermelha Macau (CVM), (em chinês tradicional: 澳門紅十字會; em chinês simplificado: 澳门红十字会), é a sociedade nacional Macau do Movimento Internacional da Cruz Vermelha e do Crescente Vermelho. A CVP é uma instituição humanitária de utilidade pública destinada a defender a paz, garantir o respeito pela dignidade da pessoa humana, menorizar os efeitos da guerra e a promover a vida e a saúde.

## História
A Cruz Vermelha Macau foi criada a 1920.